# Фигероа, Рафаэль
Рафаэль Алехандро Фигероа Гомес (исп. Rafael Alejandro Figueroa Gómez; родился 14 марта 1983 года в Торреоне, Мексика) — мексиканский футболист, выступавший на позиции центрального защитника.

## Карьера
Рафаэль начал свою карьеру в клубе «Альтамира», во втором дивизионе мексиканского первенства. После сезона 2003/04 выступал за «Леон» и «Коацакоалькос».
Фигероа был одним из лучших защитников второго мексиканского дивизиона, на него стали обращать внимание многие клубы Премьеры.
Летом 2005 года Рафаэль подписал контракт с клубом «Сантос Лагуна». В команду защитника пригласил тренер бело-зеленых
Эдуардо де ла Торре. 20 августа 2005 года матче против «Дорадос», состоялся дебют Рафаэля в высшем дивизионе за новый клуб. Фигероа быстро завоевывает место в основном составе, а 29 января 2006 года забивает первый гол за «Сантос», в матче против «Атланте». В 2008 году Рафаэль становится чемпионом Клаусуры. В сезонах Бисентенарио 2010, Апертуры 2010 и 2011, Фигероа вместе с «Сантос Лагуна», завоевывает серебряные медали. В 2012 году Рафаэль во второй раз становится чемпионом страны.

## Достижения
Командные
 «Сантос Лагуна»
- Чемпионат Мексики по футболу — Клаусура 2008
- Чемпионат Мексики по футболу — Клаусура 2012
- Чемпионат Мексики по футболу — Клаусура 2015

Индивидуальные
- Лучший защитник чемпионата Мексики — 2008